# 池内紀子
池内 紀子（いけうち のりこ、1999年3月27日 - ）は、日本の女子キックボクサー。石川県河北郡津幡町出身。POWER OF DREAM所属。第6代Krush女子フライ級王者。

## 経歴
2021年3月27日にKrushが開催した「Krush 123」でキックボクサーとしてプロデビュー。小澤聡子と対戦し、判定3-0で勝利。Krushでは同年9月に芳美に、12月にRANにそれぞれ判定で勝利した。
2022年6月25日に開催された「K-1 WORLD GP 2022 JAPAN ～RING OF VENUS～」でK-1に初出場。ARINAと対戦し、延長の末に判定勝ち。
2023年6月16日に開催された「Krush 150」で麻央と対戦し、キャリア初のダウンを奪い判定勝利。
2023年10月・2024年1月に開催された「Krush 154」および「Krush 157」で行われた第6代Krush女子フライ級王座決定トーナメントに出場し、準決勝で真優に判定勝ち、決勝で麻央に判定で勝利。トーナメントを優勝し、同級王座を獲得した。優勝後、腰を負傷し、3 ‐ 4か月ほど休養。
2024年11月16日に開催された「Krush 167」で韓国の打撃格闘技団体「MAX FC」の女子バンタム級王者であるチェ・ウンジとプロキャリア初の国際戦を行い、2ラウンド目にKO勝利。プロ初のKO勝利となった。
2025年2月9日に開催された「K-1 WORLD MAX 2025」でギリシャ出身のベセラ・ロガスカに判定3-0で勝利。

## 戦績
| キックボクシング 戦績 | キックボクシング 戦績 | キックボクシング 戦績 | キックボクシング 戦績 | キックボクシング 戦績 | キックボクシング 戦績 | キックボクシング 戦績 |
| --------------------- | --------------------- | --------------------- | --------------------- | --------------------- | --------------------- | --------------------- |
| 9 試合                | (T)KO                 | 判定                  | その他                | 引き分け              | 無効試合              |                       |
| 9 勝                  | 1                     | 8                     | 0                     | 0                     | 0                     |                       |
| 0 敗                  | 0                     | 0                     | 0                     | 0                     | 0                     |                       |

| 勝敗 | 対戦相手               | 試合結果               | 大会名                                                          | 開催年月日     |
| -    | ソフィア・ツォラキドゥ | 試合前                 | Krush 179                                                       | 2025年8月23日  |
| ○    | ベセラ・ロガスカ       | 3R終了 判定3-0         | K-1 WORLD MAX 2025                                              | 2025年2月9日   |
| ○    | チェ・ウンジ           | 2R 2:19 KO（右フック） | Krush 167                                                       | 2024年11月16日 |
| ○    | 麻央                   | 3R+延長1R終了 判定3-0  | Krush 157 【第6代Krush女子フライ級王座決定トーナメント 決勝戦】 | 2024年1月28日  |
| ○    | 真優                   | 3R終了 判定3-0         | Krush 154 【第6代Krush女子フライ級王座決定トーナメント 準決勝】 | 2023年10月21日 |
| ○    | 麻央                   | 3R終了 判定2-0         | Krush 150                                                       | 2023年6月16日  |
| ○    | ARINA                  | 3R+延長1R終了 判定3-0  | K-1 WORLD GP 2022 JAPAN ～RING OF VENUS～                       | 2022年6月25日  |
| ○    | RAN                    | 3R終了 判定3-0         | Krush 132                                                       | 2021年12月18日 |
| ○    | 芳美                   | 3R終了 判定3-0         | Krush 129                                                       | 2021年9月24日  |
| ○    | 小澤聡子               | 3R終了 判定3-0         | Krush 123                                                       | 2021年3月27日  |

## 獲得タイトル
- 第6代Krush女子フライ級王者

## 入場テーマ曲
- 「This Is Me」 - The Greatest Showman Cast